# Incahuasi (Nor Cinti)
Incahuasi ist eine Ortschaft im Departamento Chuquisaca im südamerikanischen Anden-Staat Bolivien.

## Lage im Nahraum
Incahuasi ist der zentrale Ort des Municipios Incahuasi in der Provinz Nor Cinti und liegt auf einer Höhe von 2933 m in unmittelbarer Nähe des Beckens von Culpina, einem abflusslosen Becken mit dem Salzsees Salar de Culpina im südwestlichen Teil. Incahuasi liegt am linken Ufer des Río Inca Huasi, der sich fünf Kilometer oberhalb der Ortschaft aus dem Río Villa Charcas und dem Río Terrado bildet. Südlich von Incahuasi mündet der Río Inca Huasi nach 34 km in den Río Pilaya, einem rechten Nebenfluss des Río Pilcomayo.

## Geographie
Incahuasi und Culpina liegen in der Bergregion der Cordillera de Tajsara o Tarachaca im semi-ariden Übergangsgebiet zwischen den semi-humiden Bergwäldern der östlichen Gebirgsketten Boliviens und dem ariden Altiplano.
Die jährlichen Niederschläge schwanken zwischen 350 und 550 mm und treten vor allem in den Monaten von November bis März auf; die Wintermonate Mai bis August sind weitgehend niederschlagsfrei (siehe Klimadiagramm Culpina). Die Monatsdurchschnittstemperaturen liegen in dem Becken zwischen knapp 20 °C im Dezember und 5 bis 8 °C im Juni/Juli.

## Bevölkerung
Die Einwohnerzahl der Ortschaft ist in den vergangenen beiden Jahrzehnten auf nahezu das Dreifache angestiegen:
| Jahr | Einwohner | Quelle       |
| ---- | --------- | ------------ |
| 1992 | 515       | Volkszählung |
| 2001 | 738       | Volkszählung |
| 2012 | 1509      | Volkszählung |
| 2024 |           | Volkszählung |

## Verkehrslage
Incahuasi liegt in einer Entfernung von 431 Straßenkilometern südlich von Sucre, der Hauptstadt des Departamentos.
Von Sucre aus führt die Nationalstraße Ruta 5 in südwestlicher Richtung nach Potosí, der Hauptstadt des im Westen angrenzenden Departamentos. Von hier aus führt nach Süden die Ruta 1, die auf den ersten 37 Kilometer bis Cuchu Ingenio noch asphaltiert ist. Nach weiteren 146 Kilometern erreicht die Ruta 1 die Stadt Camargo. Noch einmal 19 Kilometer südlich von Camargo zweigt eine unbefestigte Landstraße in östlicher Richtung ab, überquert den Río Camblaya und überwindet auf den folgenden 47 Kilometern bis Culpina einen Höhenunterschied von 600 m. Östlich von Culpina zweigt dann eine Straße nach Nordosten ab und erreicht nach weiteren 13 Kilometern Incahuasi.